# گورا باودژخووسکا-کولونگا
گورا باودژخووسکا-کولونگا (به لاتین: Góra Bałdrzychowska-Kolonia) یک روستا در لهستان است که در گمینا پوددنبیتسه واقع شده‌است.